# Ladderane

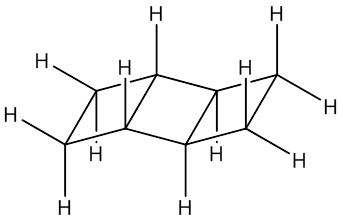
Exemple de structure ladderane

En chimie, un ladderane est une molécule organique contenant au moins deux cycles cyclobutane concaténés ou plus. Ce nom provient de la ressemblance de cette série d'anneaux cyclobutane consécutifs avec une échelle ((en) "ladder"). De nombreuses approches synthétiques ont été développées pour la synthèse de ladderanes de différentes longueurs. Les mécanismes impliquent souvent des photocycloadditions  [2 + 2], une réaction utile pour créer des cycles à 4 tendus. Des ladderanes naturels ont été identifiés comme des composants principaux de la membrane de l'anammoxosome de bactéries anammox, du phylum bactérien Planctomycetes.

## Nomenclature

### longueur de chaîne

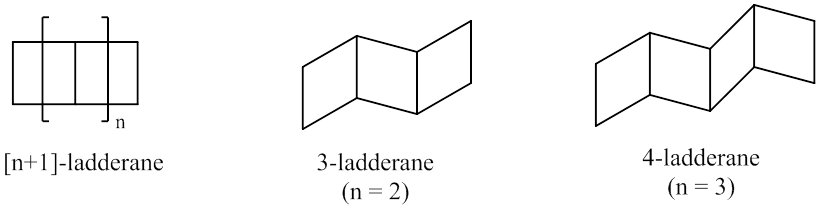
Nomenclature des ladderanes

Différentes approches synthétiques ont produit des ladderanes de différentes longueurs. Un système de classification a été donc développé pour décrire les ladderanes nouvellement synthétisés, qui est montré à droite : La longueur d'un ladderane est décrite par le nombre entre crochets qui précède le mot «ladderane». Ce nombre est égal au nombre de liaisons partagées par deux cyclobutanes (barreaux) (n) plus un, soit le nombre total d'anneaux cyclobutanes. Les ladderanes sont donc des hydrocarbures polycyliques sans autre insaturation donc des cycloalcanes de formule générale pour le [n]ladderane, C2*(n+1)H2*(n+3) ou C2n+2H2n+6 et un nom systématique du type n-cyclo[2(n-1).2.0.…0]2*(n+1)-ane avec 0.…0 = (n-1) fois zéro et :
- 1er zéro entre les atomes en tête de pont
- les n-2 zéros suivants, i de 2 à n-1, 0i,2n+1-i

Enfin un ladderane peut se cycliser sur lui-même, formant alors la structure de bande d'un prismane et d'autres composés apparentés.

### Stéréochimie

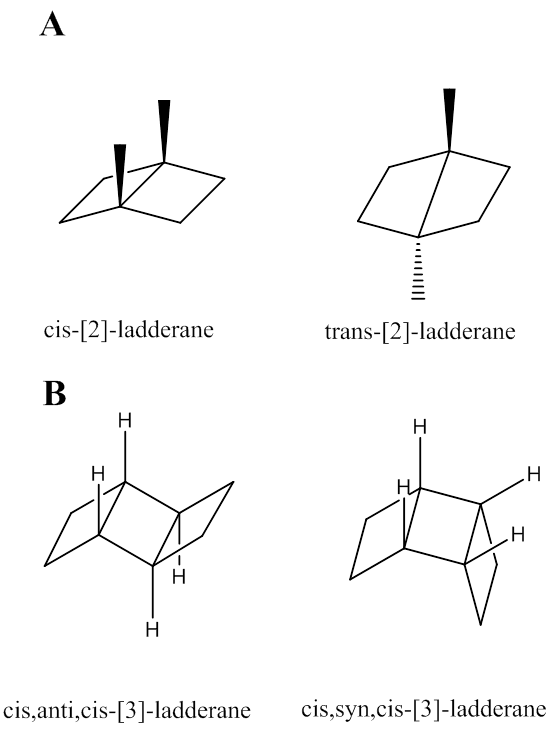
en haut : isomérie cis-trans du [2]-ladderane
en bas : isomérie anti/syn du [3]-ladderane

Les ladderanes ont deux types de relations stéréochimiques. L'agencement relatif des atomes d'hydrogène sur la liaison entre deux cyclobutanes constitue le premier mode d'isomérie dit cis/trans selon leur configuration, cis si les deux atomes d'hydrogène sont du même côté, trans s'ils sont de part et d'autre de la liaison carbone-carbone. Les trans-ladderanes n'ont pas encore été synthétisés en raison de la contrainte annulaire dans ces composés.
La seconde relation stéréochimique décrit l'orientation de trois cycles cyclobutane consécutifs et ne concerne donc que les ladderanes de n ≥ 2. Deux anneaux externes peuvent être du même côté (syn) ou de part et d'autre (anti), par rapport au cycle central.

## Synthèse
Diverses méthodes de synthèse ont été utilisées pour la synthèse au laboratoire des ladderanes. Les trois approches principales sont (1) la dimérisation des précurseurs polyéniques, (2) des additions par étapes, un ou deux cycles à la fois, et (3) l'oligomérisation.

### Dimérisation de cyclobutadiène
La dimérisation de deux cyclobutadiènes peut générer à la fois les produits syn et anti-ladderanes en fonction des conditions de réaction. La première étape de formation du produit syn implique la production de 1,3-cyclobutadiène par traitement du cis-3,4-dichlorocyclobutène avec de l'amalgame de sodium. Le réactif passe par un intermédiaire métallé avant de former du 1,3-cyclobutadiène qui, anti-aromatique, dimérise rapidement en formant le syn-diène. L'hydrogénation des doubles liaisons forme le syn-[3]ladderane saturé.
Pour générer le produit anti-, le même cis-3,4-dichlorocyclobutène est traité avec l'amalgame de lithium. Le dérivé lithié subit une réaction de couplage C-C pour produire une structure dimère ouverte. Cet intermédiaire réagit pour former l'anti-diène, qui peut être hydrogéné pour former le produit final anti-[3]ladderane.

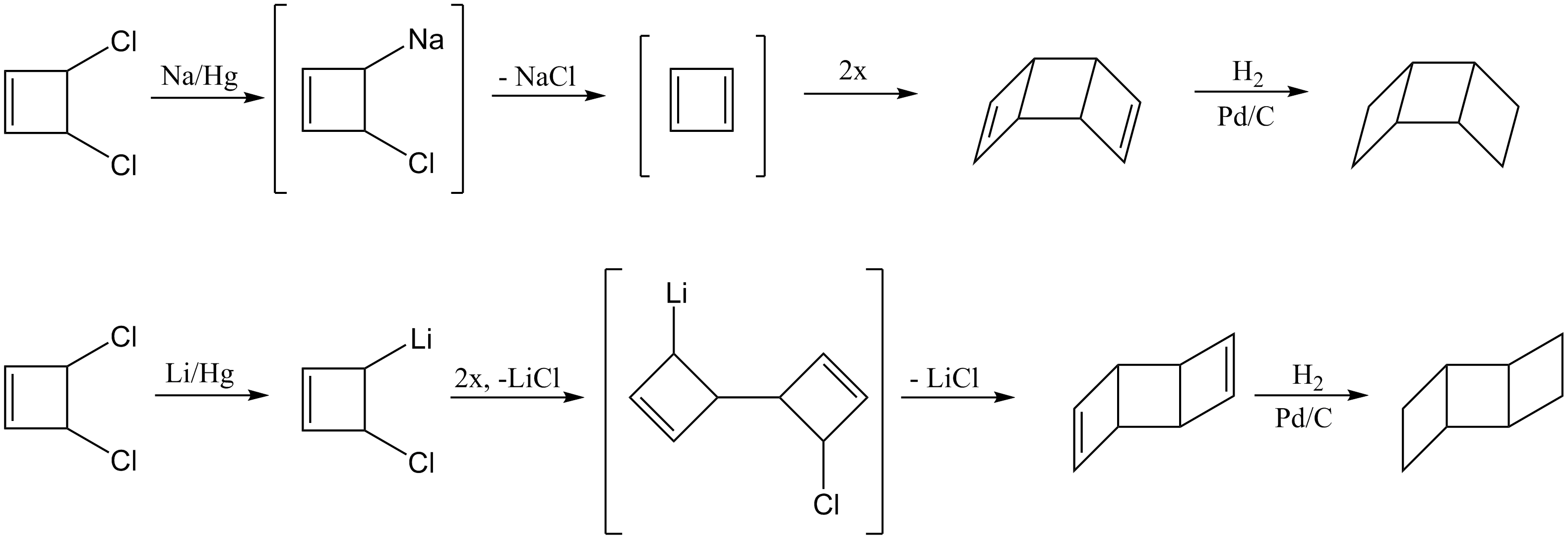
Synthèses de ladderanes via cyclisation et hydrogénation

### Synthèse d'un [4]ladderdiène
Une approche synthétique différente développée par Martin et ses collègues a permis la synthèse du [4]ladderanes. L'étape initiale implique la formation d'un [2]ladderane à partir de l'addition de deux équivalents d'anhydride maléique sur l'acétylène (éthyne). Les deux cycles restants sont formés à partir de la réaction de contraction de cycle de Ramberg-Bäcklund (en).

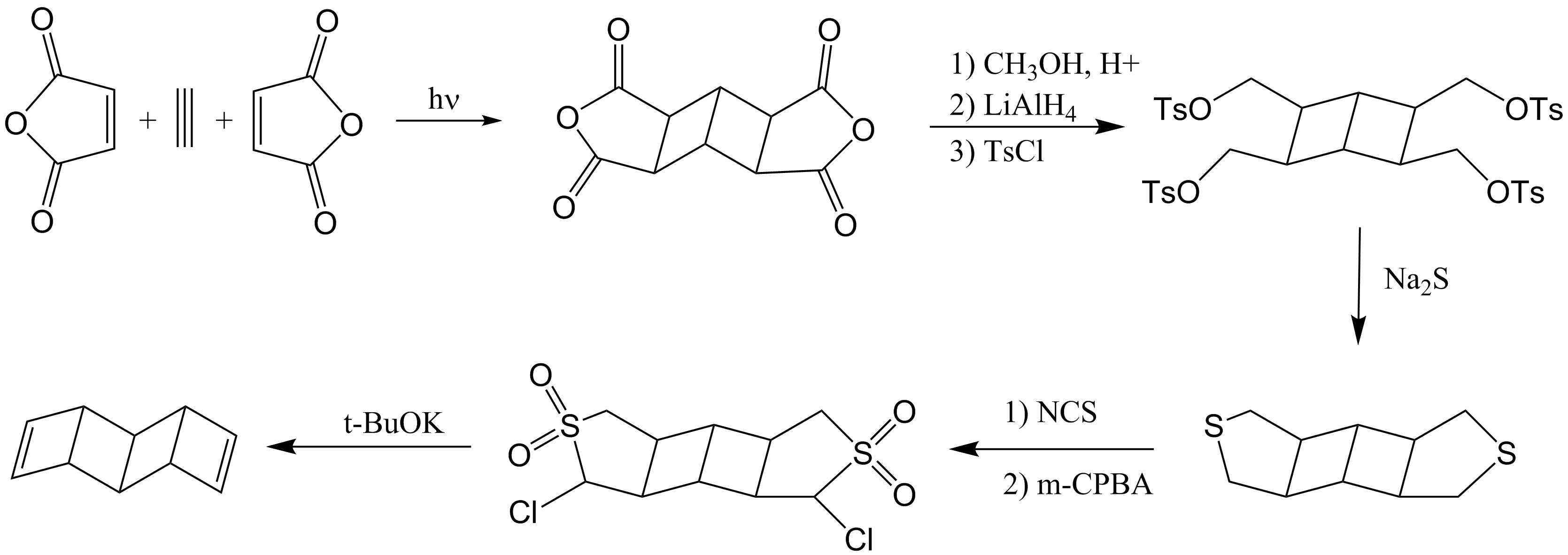
route synthétique vers le [4]ladderane

### Synthèse de ladderanes supérieurs
Des ladderanes jusqu'à 13 cycles cyclobutane ont été synthétisés par Mehta et collègues. Ce procédé implique la génération in situ de dicarbométhoxycyclobutadiène à partir de son complexe Fe(CO)3 à basse température par l'addition de nitrate de cériumIV et d'ammonium (CAN). cette génération de cyclobutadiène forme rapidement un mélange de [n]ladderanes de longueur jusqu'à n = 13 avec un rendement global de 55 %. Tous les ladderanes synthétisés par ce procédé ont une structure générale cis, syn, cis. Cela peut être le résultat de la dimérisation initiale de deux cyclobutadiènes qui forme de préférence le produit syn, représenté ci-dessous. Les dimérisations supplémentaires produisent uniquement les produits anti- en raison de facteurs stériques.

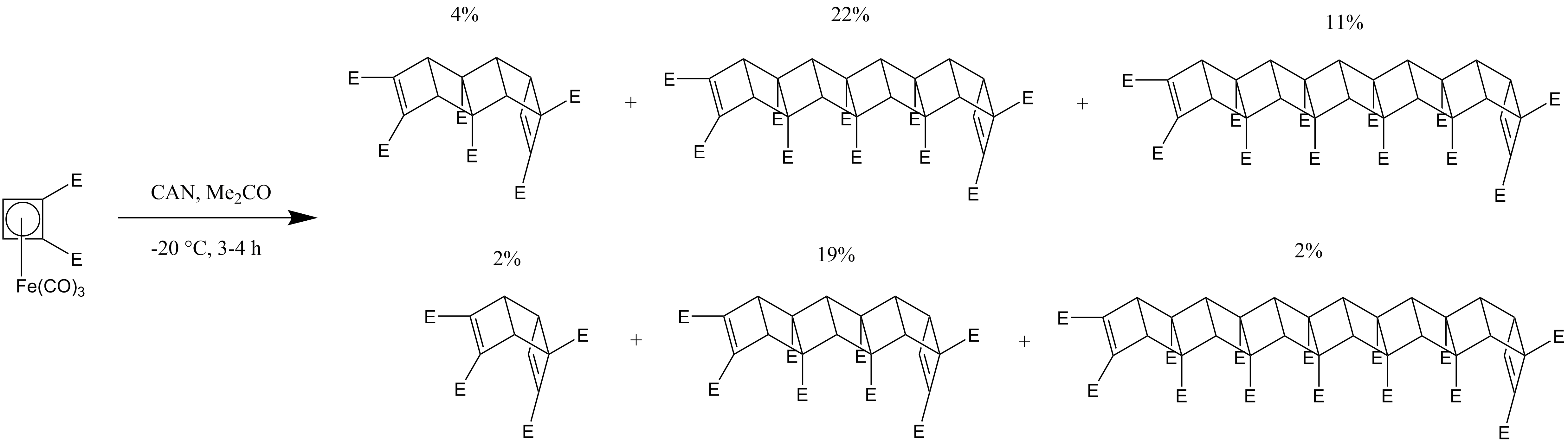
Synthèse de ladderanes à nombreux cycles. E = CO_{2}Me

### Dimérisation de précurseurs polyènes
Dans ces réactions, les ladderanes sont formés de [2 + 2]photocycloaditions multiples entre les doubles liaisons de deux polyènes. Une complication qui résulte de cette approche est la réaction des précurseurs par des photoexcitations alternatives et plus favorables. Ces réactions secondaires sont évitées par l'addition d'un espaceur chimique qui maintient les deux polyènes parallèlement les uns aux autres, ne permettant que des [2 + 2]cycloadditions de se produire.
Un espaceur commun utilisé dans ces réactions est le système [2.2]paracyclophane. Celui-ci est suffisamment rigide et peut maintenir les queues de polyène suffisamment près pour que les cycloadditions se produisent.

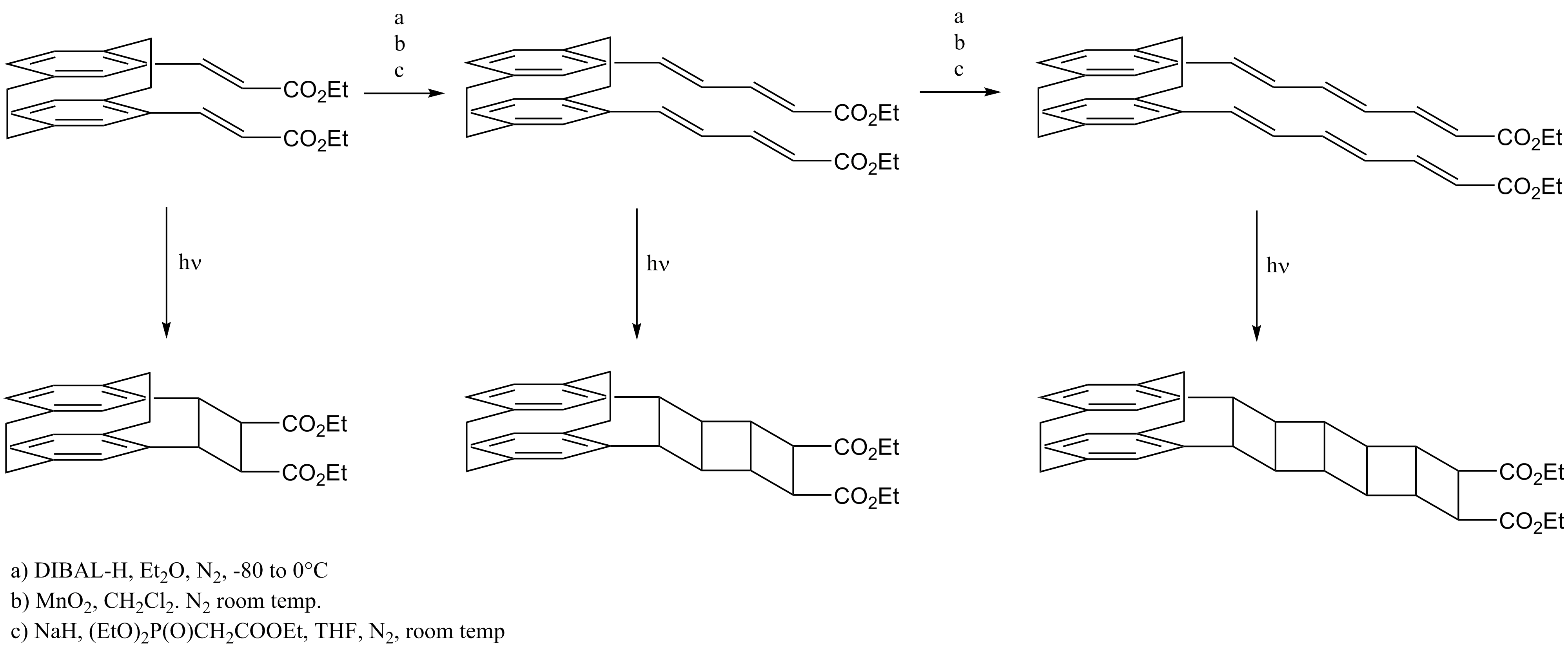
Synthèse de ladderanes via la dimérisation de précurseurs polyène

## Astronautique
Les hydrocarbures saturés polycycliques ressemblant plus ou moins étroitement au [5]ladderane C12H16 sont les espèces moléculaires les plus performantes du RP-1, un combustible stockable américain formant, avec l'oxygène liquide, un propergol liquide utilisé depuis les années 1950 par un très grand nombre de lanceurs jusqu'à nos jours :
- Ces molécules sont saturées et ne polymérisent donc pas à haute température, évitant la formation de dépôts solides le long des conduits de refroidissement du moteur-fusée
- Ces molécules ne se dissocient pas en fractions plus légères à haute température, évitant la formation de bulles s'accumulant sur les dépôts solides de carburant polymérisé et risquant d'obstruer les conduits.

## Biochimie

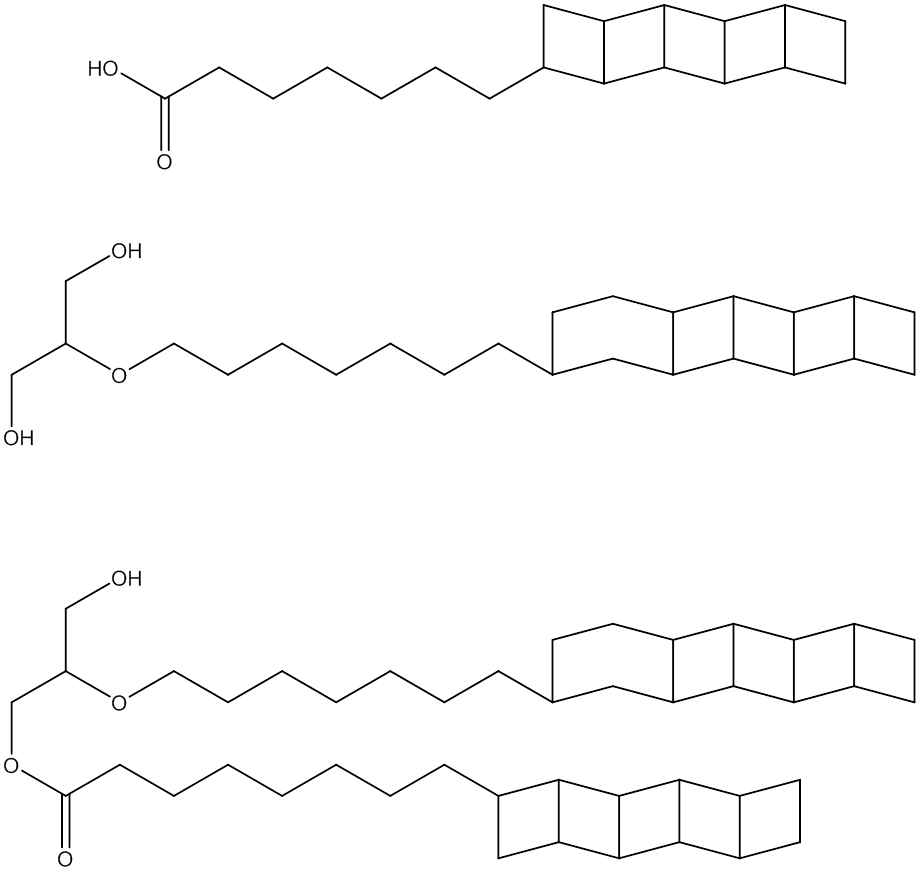
Acides gras et lipides ladderanes présents dans les anammoxosomes

De façon totalement inattendue, des acides gras à chaîne latérale de type ladderane ont été trouvés dans des organismes vivants. Les dérivés ladderanes ont d'abord été identifiés dans un groupe rare de bactéries anaérobies ammoniacales (anammox) appartenant au phylum Planctomycetes. Ces bactéries séquestrent les réactions cataboliques anammox dans des compartiments intracellulaires appelées anammoxosomes. Les anammoxosomes sont enrichis avec les lipides ladderane montrés à droite. L'analyse des membranes d'anammoxosomes des espèces bactériennes Borcadia anammoxidans et Kuenenia stuttgartiensis a révélé que les dérivés ladderanes constituent plus de 50 % des lipides membranaires. Cette abondance élevée de lipides ladderane dans l'anammoxosome forme une membrane exceptionnellement dense avec une perméabilité réduite. La perméabilité réduite peut diminuer la diffusion passive de protons à travers la membrane qui dissiperait le gradient électrochimique nécessaire au métabolisme dans l'anammoxosome. Cela serait particulièrement préjudiciable aux bactéries anammox, en raison de la lenteur relative du métabolisme anammox. La perméabilité diminuée séquestre également les intermédiaires hautement toxiques et mutagènes, l'hydrazine N2H4 et l'hydroxylamine NH2OH, formés par le métabolisme anammox et qui peuvent facilement se diffuser à travers des biomembranes.

### Synthèse d'un acide gras ladderane
Un acide gras [5]ladderane naturel, l'acide pentacycloanammoxique, a été synthétise par Elias James Corey et son équipe. La première étape
de cette synthèse consiste en la bromation suivie de la cyclisation d'un cyclooctatétraène pour former un cyclohexadiène. Ce cyclohexadiène est piégé avec de l'azodicarboxylate de dibenzyle. Diverses modifications des groupes fonctionnels sont effectuées en vue d'obtenir un premier cycle cyclobutane élaboré via une photocycloaddition [2+2] avec une cyclopenténone qui produit un second cycle cyclobutane. La protection du groupe carbonyle suivie d'une réaction d'extraction de N2, fournit deux cyclobutanes de plus concaténés. Finalement, le cinquième cyclobutane est formé via un réarrangement de Wolff et la chaîne alkyle est mise en place par une alcénation de Wittig :

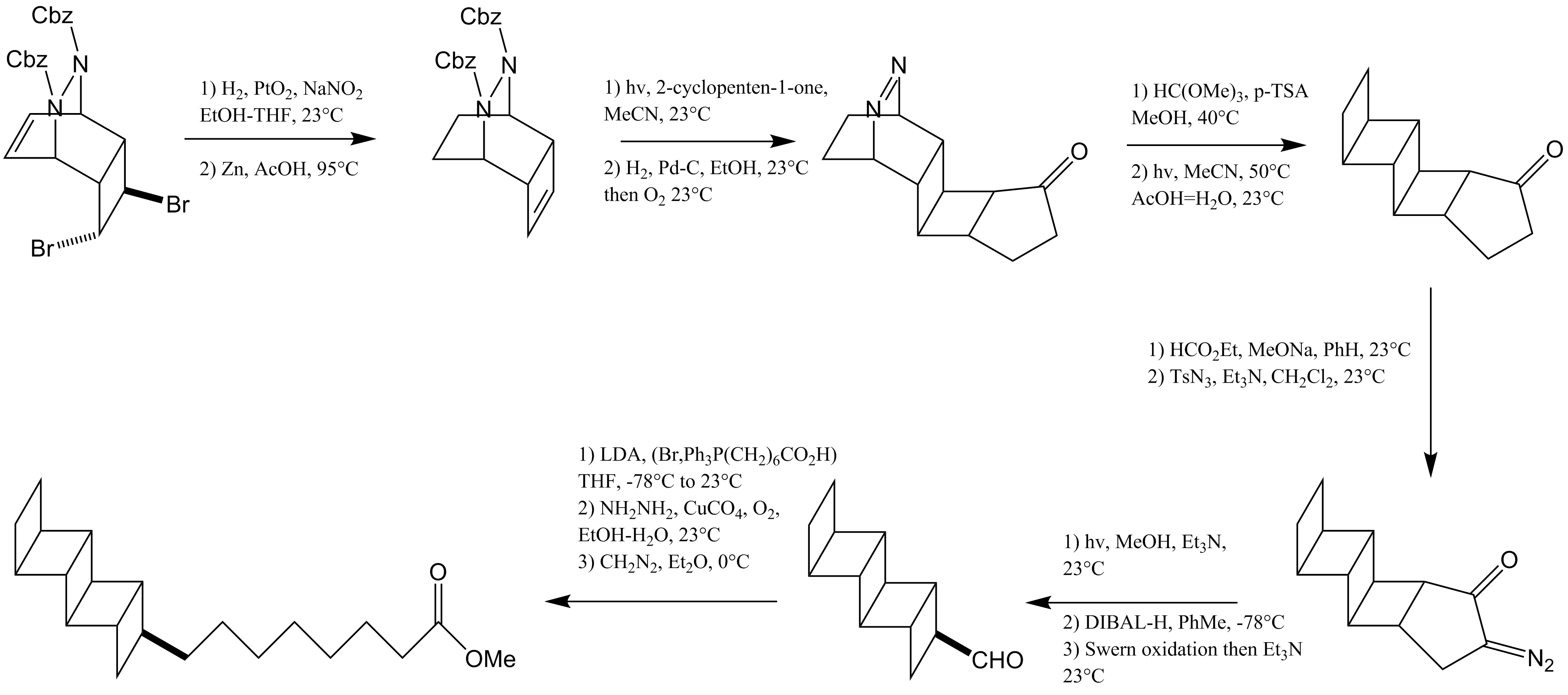
Synthèse de l'acide gras [5]ladderane, acide pentacycloanammoxique

En 2016, Burns et ses collègues de l'université Stanford ont rapporté une synthèse énantiosélective des deux acides gras [3] et [5]ladderanes et leur incorporation dans un lipide complet phosphatidylcholine. Les deux voies tirent parti d'un petit bloc de construction [2]ladderène, le bicyclo[2.2.0]hex-2-ène de numéro CAS 3097-63-0, préparé par une réaction de Ramberg-Bäcklund (en). La synthèse menant à l'acide gras contenant un [5]ladderane implique une dimérisation de cet bloc pour former un hydrocarbure tout anti-[5]ladderane. La chloration d'une liaison C-H par un catalyseur de porphyrine de manganèse et l'élimination subséquente introduisent une insaturation pour produire un [5]ladderène. L'hydroboration et une réaction de Zweifel installent le groupe alkyle linéaire :

La synthèse de l'alcool gras [3]ladderane commence par une photocycloaddition [2+2] entre  une benzoquinone bromée et le bicyclo[2.2.0]hexène. L'élimination de HBr et l'addition d'un composé organozincique installent l'alcool alkylique. Une réaction de désoxygénation via l'hydrazine suivie d'une hydrogénation avec le catalyseur de Crabtree entraîne la réduction du cycle cyclohexane :
